# Walter Schneiter
Walter Schneiter (18. juni 1918 - 18. december 1975) var en schweizisk fodboldspiller (angriber). Han spillede for FC Zürich og for Schweiz' landshold. Han var med i den schweiziske trup til VM 1950 i Brasilien, men kom dog ikke på banen i turneringen, hvor schweizerne blev slået ud efter det indledende gruppespil. Han nåede i alt at spille tre landskampe.